# 漢科卡爾卡山 (拉雷卡哈-奧馬蘇約斯)
15°54′56″S 68°32′55″W / 15.91556°S 68.54861°W
漢科卡爾卡山（Janq'u K'ark'a），是玻利維亞的山峰，位於該國西部拉巴斯省的拉雷卡哈省和奧馬蘇約斯省，屬於安第斯山脈中玻利維亞瑞阿爾山脈的一部分，海拔高度5,200米。